# Mukurob

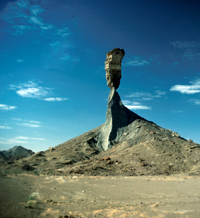
El "dedo de Dios" antes de su colapso

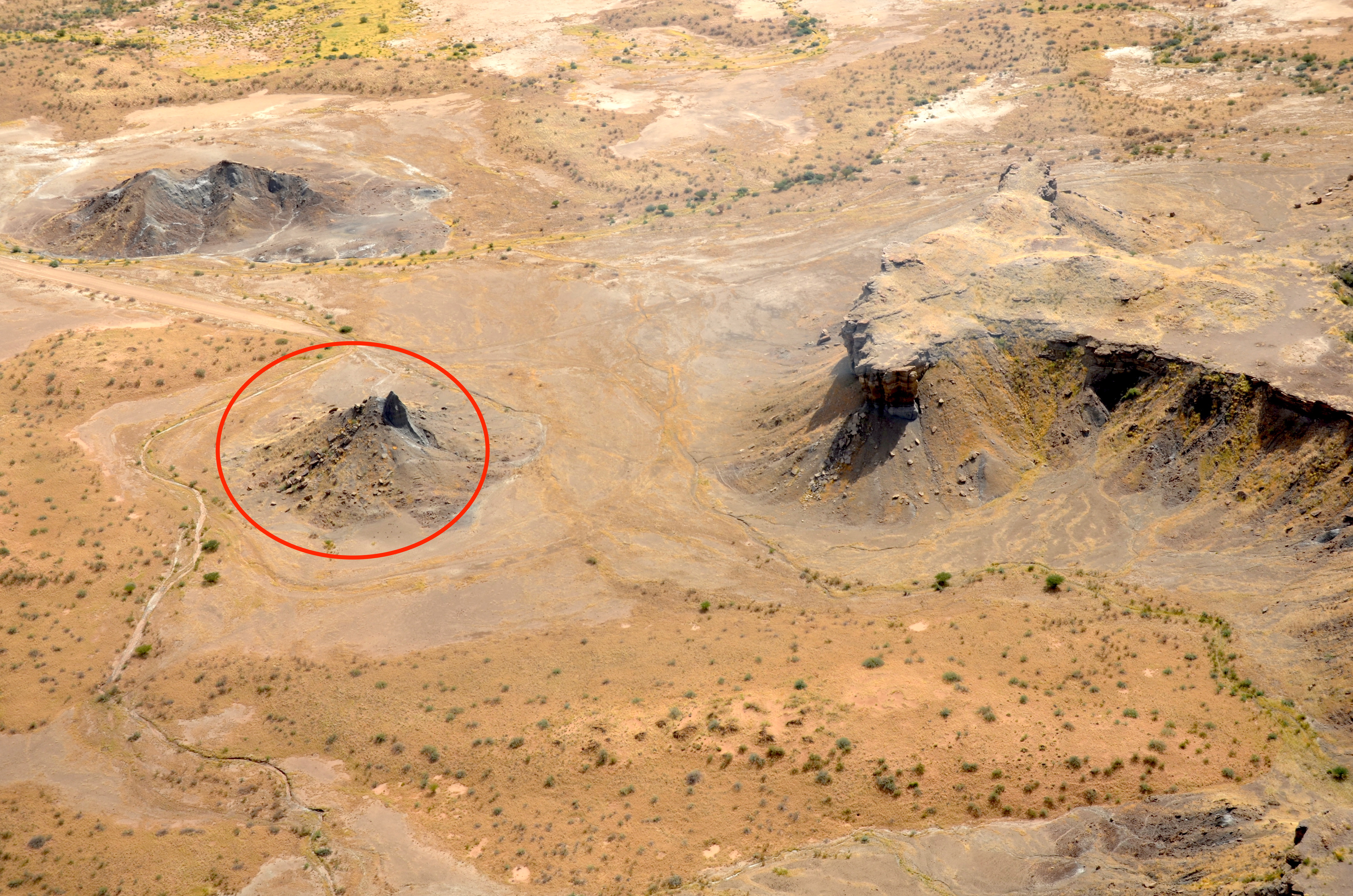
Vista aérea de Mukurob después de su colapso

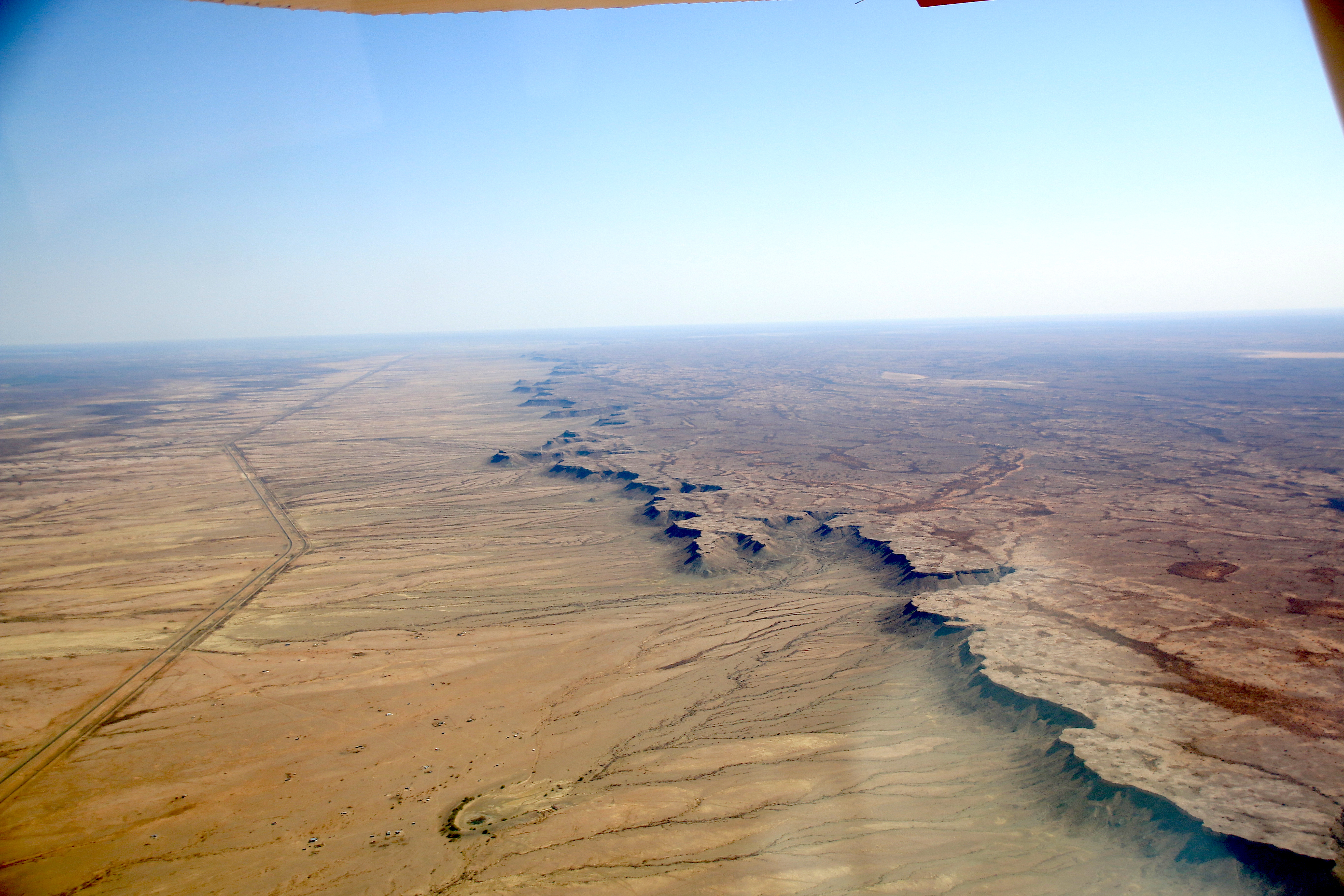
Vista aérea de Weissrand (2019)

El Mukurob, también Mukorob, que significa Dedo de Dios estaba cerca de Asab en Namibia, era una formación rocosa de arenisca en el desierto de Namib que se derrumbó el 7 de diciembre de 1988.

## Geología
Mukurob consistía principalmente en piedra arenisca. La estructura tenía 12 m de altura y hasta 4,5 m de ancho, y pesaba unas 450 toneladas. Sin embargo, lo que hacía a Mukorob tan especial era su base. Con sólo 3 m de largo y 1,5 m de ancho, era mucho más estrecha que la masa de roca que soportaba.
Mukurob fue una vez parte de la Meseta de Weissrand antes de que 50 000 años de erosión aislaran lentamente la estructura del resto de la meseta.

## Historia

### Historia temprana
Mukurob era conocido por el pueblo Nama, grupo étnico (el más numeroso entre la familia lingüística kxoe de los khoikhoi) en el sur de África; específicamente en Botsuana, Namibia, y Sudáfrica, durante generaciones e inspiró muchos cuentos y leyendas; esta leyenda explica el nombre de la estructura y fue contada en muchas versiones:

El pueblo Herero había estado en desacuerdo con el pueblo Nama desde tiempos inmemoriales. Un día, un gran grupo de Herero y su ganado bien alimentado llegó de las zonas de pastoreo en el centro de Namibia a la región Nama en el árido sur. "Miren aquí, lo ricos que somos, con nuestro lindo y gordo ganado", se jactaban. "¿Y qué tienes? ¡Nada más que rocas!" se burlaban. El ingenioso Nama, sin embargo, respondió: "Tenemos esta roca muy especial. Puedes tener tantas cabezas de ganado como quieras, somos los señores del país mientras esta roca esté aquí." Esto molestó a los Herero y decidieron derribar la roca. Ataron muchas correas en una larga soga, la enrollaron alrededor de la roca y engancharon su ganado. Pero por mucho que lo intentaron, no fueron capaces de derribar la roca. "¡Mû kho ro!" gritó el Nama - "¡Ahí lo tienes!"

La tradición oral Nama también relataba que el poder del hombre blanco terminaría cuando esta estructura geológica se derrumbara. Sudáfrica finalmente renunció al control del entonces suroeste de África unas semanas después de que Mukurob se derrumbara en la noche del 7 de diciembre de 1988, cuando Sudáfrica, Angola y Cuba firmaron el «Tratado de Nueva York», o «Acuerdo Tripartito» en la sede de las Naciones Unidas, que finalizó los acuerdos alcanzados anteriormente en Ginebra. Angola y Cuba también firmaron un acuerdo bilateral sobre la retirada de las tropas cubanas de Angola, que allanó el camino para la aplicación de la Resolución 435 del Consejo de Seguridad el 1 de abril de 1989. El 21 de marzo de 1990, Namibia obtuvo la independencia de Sudáfrica.

### Historia reciente
Antes de que se derrumbara en 1988, Mukurob era una de las mayores atracciones turísticas de Namibia, atrayendo a espectadores de todo el mundo, e impulsando los estudios geológicos de la estructura. Mukurob recibió el estatus de «Monumento Nacional» (Categoría: geología) el 1 de junio de 1955. Su estatus no fue revocado después del colapso de la estructura.

### Colapso
Aún no se sabe qué fue lo que realmente causó el colapso de Mukurob en la noche del 7 de diciembre de 1988. Se cree que una tormenta de lluvia durante la semana anterior puede haber debilitado el pilar de arenisca, y contribuido a su desaparición. Otro estudio demostró que el terremoto de Spitak de 1988 en Armenia se registró con fuerza en Namibia la noche en que Mukurob se derrumbó.
La roca colapsada fue descubierta a la mañana siguiente por un granjero y tres hijos.